# Kupfer(II)-citrat
Kupfer(II)-citrat ist das Kupfersalz der Citronensäure.

## Beschreibung
Kupfer(II)-citrat ist ein kristalliner geruchloser Feststoff, mit einer für Kupferverbindungen charakteristischen blauen Farbe. Es ist in Wasser schwer löslich.

## Herstellung
Kupfer(II)-citrat lässt sich beispielsweise durch Reaktion von Kupfer(II)-hydroxid (Cu(OH)2) mit Citronensäure herstellen:
{\displaystyle \mathrm {3\ Cu(OH)_{2}+2\ C_{6}H_{8}O_{7}\rightarrow Cu_{3}(C_{6}H_{5}O_{7})_{2}+6\ H_{2}O} }
Alternativ kann man Kupfer(II)-citrat auch durch die elektrochemische Umsetzung von mit Wasser verdünnter Citronensäure und Kupfer gewinnen. Oder als eine Reaktion zwischen einem löslichen Kupfer(II)-Salz und Trinatriumcitrat:
[Cu(H2O)6]2+ + 2Hcit3− → [Cu(H3cit)(H2cit)]− + 3OH− + 3H2O
und anschließendes Erhitzen der hergestellten blaugrünen Lösung unter dem Siedepunkt des Wassers:
2[Cu(H3cit)(H2cit)]− → Cu2(cit)•2H2O + 3H3cit− + H+

## Verwendung

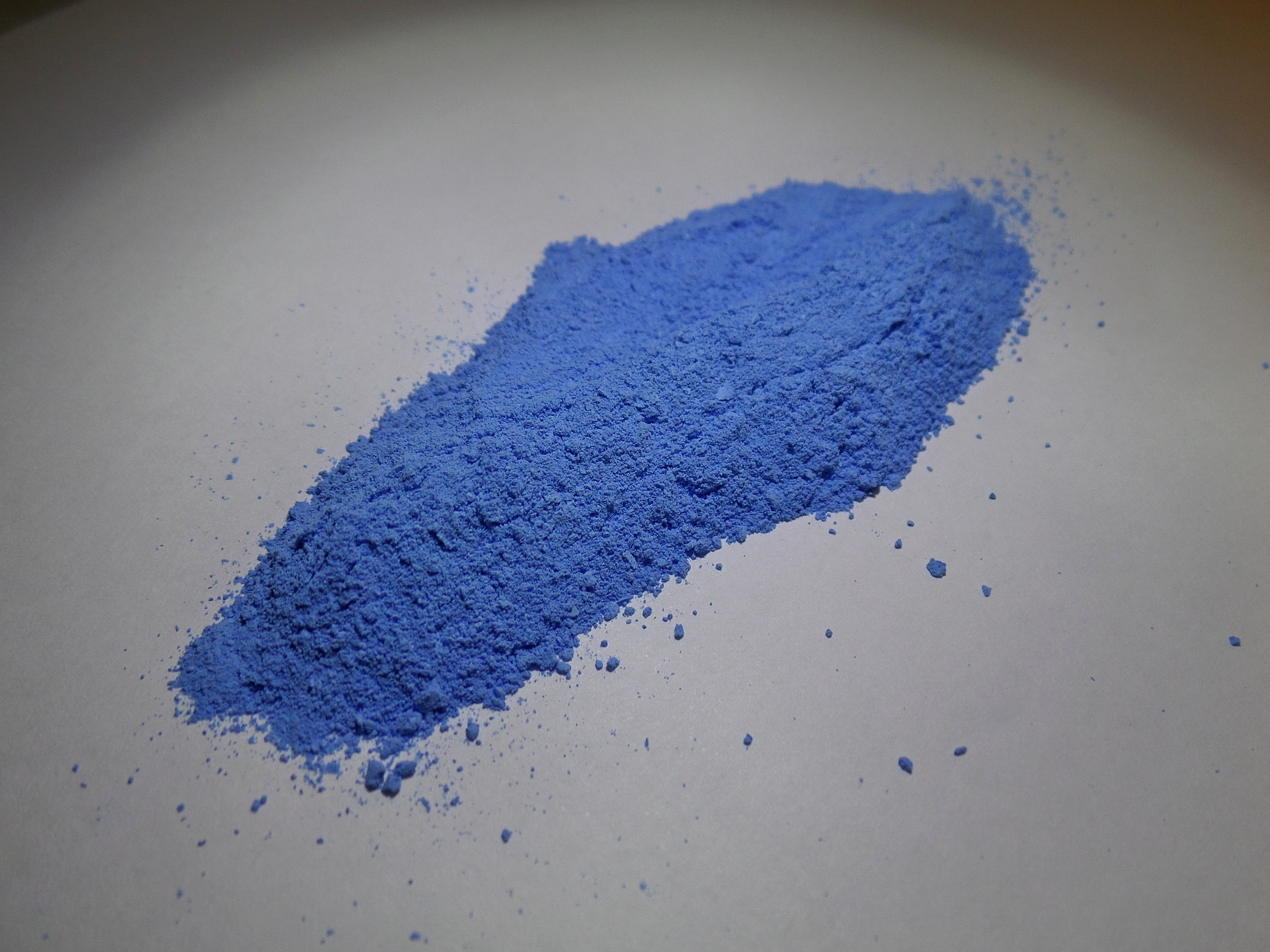
Wasserfreies Kupfer(II)-citrat

Kupfer(II)-citrat wird in der Önologie zur Behandlung des Weinfehlers „Böckser“ – ein Geruchs- und Aromafehler – verwendet. Kupfercitrat wird dabei als granuliertes „Kupzit“ (mit 5 % Gehalt an Kupfercitrat) dem Wein zugegeben. Dies führt allerdings dazu, dass dann freie, geschmacklich völlig unzulängliche, Kupferionen im Wein verbleiben. Diese müssen daher nach der Böckser-Behandlung mit Kaliumhexacyanidoferrat(II) abgefangen werden, welches die freien Kupferionen weitgehend in eine unlösliche und somit vom Wein abfiltrierbare Form überführt.
Daneben wird Kupfercitrat noch als Algizid in Schwimmbädern, als Antiseptikum, in Metallbearbeitungsölen sowie schon seit 1849 als Pigment verwendet. In geringem Umfang wird das Citrat zur Holzkonservierung eingesetzt. Auch in Nahrungsergänzungsmitteln ist es für das Spurenelement Kupfer als Komponente enthalten.

## Sicherheitshinweise
Bei Hamstern zeigte Kupfer(II)-citrat nach einer Gabe an trächtige Tiere eine fruchtschädigende Wirkung, vorwiegend Missbildungen des cardiovaskulären Systems. Die akute letale Dosis bei Ratten beträgt bei oraler Aufnahme 1.580 mg·kg−1.